# GPT-3
Generative Pre-trained Transformer 3 (GPT-3) là một mô hình ngôn ngữ lớn được phát hành bởi OpenAI vào năm 2020. Giống như phiên bản tiền nhiệm của nó, GPT-2, đây là một mô hình transformer chỉ chứa bộ giải mã của mạng nơ-ron sâu, nó vượt trội hơn các kiến trúc dựa trên hồi quy và tích chập bằng kỹ thuật được gọi là ("cơ chế chú ý" hay "attention"). Cơ chế chú ý này cho phép mô hình tập trung lựa chọn vào các phân đoạn văn bản đầu vào mà nó dự đoán là liên quan nhất. Nó sử dụng ngữ cảnh dài 2048-token, độ chính xác float16 (16-bit) và 175 tỷ tham số chưa từng có trước đó, yêu cầu 350GB dung lượng lưu trữ vì mỗi tham số chiếm 2 byte không gian, và đã thể hiện khả năng học "zero-shot" và "few-shot" tốt trên nhiều nhiệm vụ.
Vào ngày 22 tháng 9 năm 2020, Microsoft thông báo rằng họ đã đạt được giấy phép độc quyền GPT-3. Người dùng khác vẫn có thể nhận đầu ra từ API công cộng của nó, nhưng chỉ Microsoft mới có quyền truy cập vào mô hình cơ bản.